# Löwenstern (süddeutsches Adelsgeschlecht)

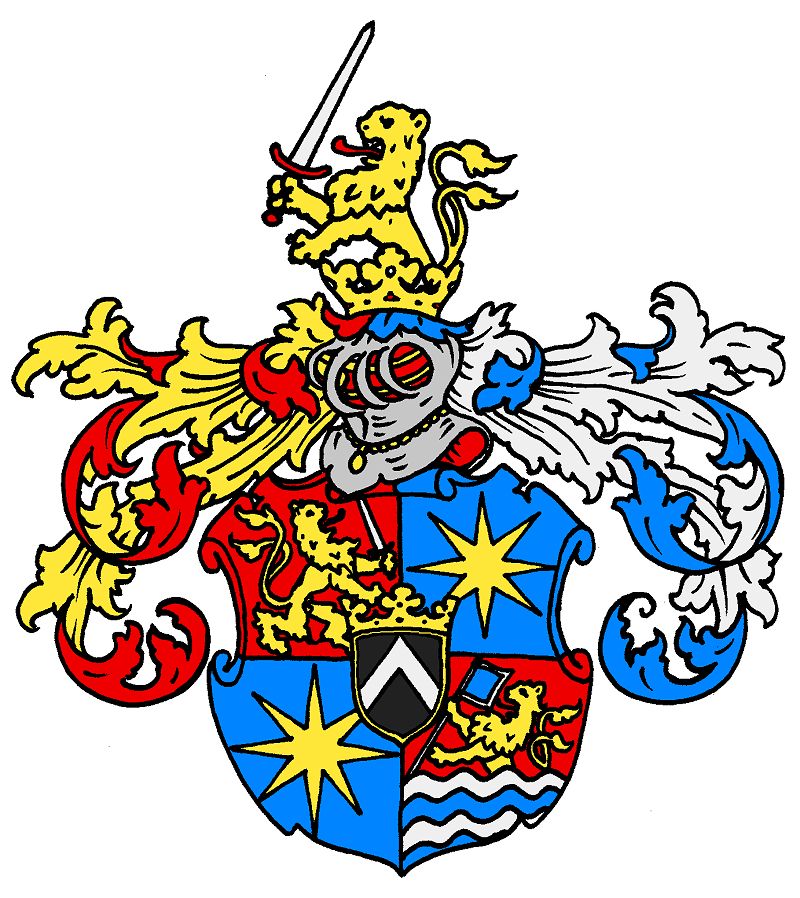
Wappen der Freiherren von Löwenstern

Löwenstern war der Name eines süddeutschen Adelsgeschlechts, das in der 2. Hälfte des 17. Jahrhunderts von Johann Elsener begründet wurde, der bis zum Reichs-Generalkriegskommissar avancierte.

## Geschichte

### Herkunft
Über die Herkunft des Stammvaters ist bislang wenig zu sagen. Der markgräflich baden-durlachische Kammersekretär Johann Elsener von Löwenstern, schon 1660 in markgräflichen Diensten, wurde 1666 zum Geheimen Rat und Obervogt von Staffort und Mühlburg ernannt.
Der spätere Reichs-Generalkriegskommissar von Löwenstern hatte außer dem Sohn Friedrich Gottlieb von Löwenstern, der im württembergischen Staatsdienst bis zum Regierungspräsidenten avancierte, ehe er 1722 in hessen-darmstädtische Dienste als Geheimer Regierungs- und Konsistorialrat wechselte, wohl noch einen Sohn Friedrich Anton von Löwenstern, der 1696 den lehnbaren Ort Tiefenbronn von Franz Karl von Gemmingen kaufte (bzw. in Pfand nahm).
Der Sohn des Freiherrn Friedrich Gottlieb von Löwenstern und der Loysa Gottliebe von Remchingen war der Maler und Dichter Christian Ludwig von Löwenstern, der 1727 als Hofjunker in Darmstadt angenommen wurde.
Der Historiker und Statistiker Heinrich Friedrich von Storch aus Riga heiratete am 28. Juni 1791 Wilhelmine von Löwenstern aus Württemberg. Da sie aus der württembergischen Residenzstadt Ludwigsburg stammen soll, ist es wahrscheinlich, dass sie eine Agnatin war.
Inwieweit der aus Württemberg stammende General der Artillerie in russischen Diensten Karl von Löwenstern (1771–1840) dieser Familie angehört, ist ebenfalls ungeklärt.

### Standeserhöhung
Als Johann Elsener am 12. März 1667 in Wien vom Kaiser mit dem Prädikatsnamen von Löwenstern in den Reichsadelsstand erhoben wurde, war er also bereits markgräflich baden-durlachischer Geheimer Rat, Haushofmeister und Obervogt.
Die Bestallung zum Reichs-Generalkriegskommissar erfolgte vor dem 11. Dezember 1674. Als der Kaiser Johann Elsener von Löwenstern in Wien am 22. März 1676 unter dem alleinigen Namen von Löwenstern in den Reichsfreiherrenstand versetzte und dabei die Anrede „Wohlgeboren“ verlieh, war er „Kaiserlicher Rat, Reichspfennigmeister und Oberster Feldkriegskommissär (= Reichs-Generalkriegskommissar)“.

## Wappen

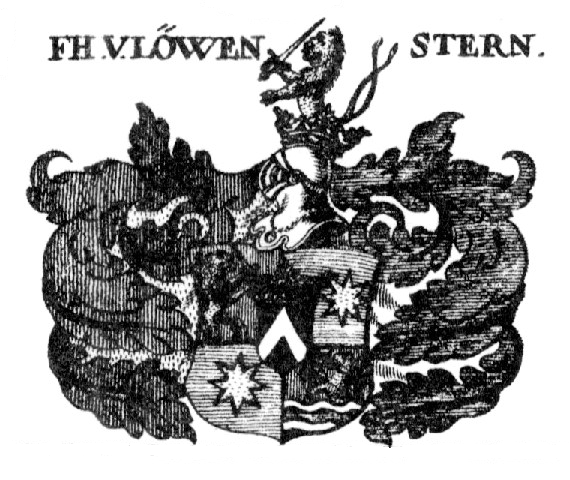
Wappen der Freiherren von Löwenstern

Das 1676 verliehene Wappen spielt sowohl auf den Namen Löwenstern, die militärische Profession des Stammvaters, als auch auf die badische Herkunft an. Der gevierte Schild mit (goldbordiertem) bekröntem Herzschild, darin ein silberner Sparren auf schwarzem Grund (gespiegelter Schrägbalken von Baden, in anderen Farben), zeigt in Feld 1 einen einwärts gekehrten, schwertschwingenden goldenen Löwen auf rotem Grund (ähnlich Landgrafschaft Sausenburg im Wappen der Markgrafschaft Baden-Durlach), in den Feldern 2 und 3 einen achtstrahligen goldenen Stern auf blauem Grund (für den Namensteil „Stern“) und im Wellenschnitt geteilten Feld 4 oben einen goldenen Löwen wachsend, eine blaue Standarte schwingend, auf rotem Grund, unten dreimal silbern-blau im Wellenschnitt geteilt (ähnlich der Herrschaft Rötteln im Wappen der Markgrafschaft Baden-Durlach). Auf dem Helm mit rechts rot-goldenen, links blau-silbernen Decken der schwertschwingende Löwe wachsend.

## Angehörige
- Johann Elsener von Löwenstern (* um 1635; † nach 1676), Reichs-Generalkriegskommissar
- Friedrich Gottlieb von Löwenstern (* um 1668; † nach 1727), Verwaltungsjurist in erst württembergischem, dann hessen-darmstädtischen Staatsdienst, sowie Namensgeber der Löwengrube bei Altdorf
- Christian Ludwig von Löwenstern (* 10. August 1701 in Darmstadt; † 15. Oktober 1754 ebenda), deutscher Maler, Dichter und Komponist